# ペルセポネーの泪
『ペルセポネーの泪』（ペルセポネーのなみだ）は、信越放送創立70周年を記念して2021年に製作された日本映画。2021年11月26日より撮影地でもある長野県で先行公開され、東京都内を含む他各所は2022年3月18日より公開した。

## キャスト
- 渡部秀[3]
- 剛力彩芽
- 渡辺裕之
- 橋本マナミ
- 勇翔（BOYS AND MEN）
- 岩永洋昭（純烈）
- 根本豊
- 大沢真一郎
- 宮入千洋
- 辻凪子
- 大滝樹
- 坂橋克明
- 白石優愛
- 山口友和
- こてつ

## スタッフ
- 監督：磯部鉄平、源田泰章
- 統括：渡辺雅義[3]
- 製作総指揮：水澤文一
- チーフプロデューサー：小林由孝
- 企画プロデュース：笠原公彦
- 制作プロデューサー：源田泰章
- 脚本：細川博司、永井和男
- 音楽：kafuka
- 撮影：曽根剛
  - 撮影助手：高橋基史
  - 監督助手：大澤真一郎
- 録音：杉本崇志
  - 録音助手：喜友名且志
- 助監督：永井和男
- ヘアメイク：堀奈津子
- 衣装：萬行優
  - 衣装助手：太田翔子
- 制作担当：内藤由美
- ビジュアルデザイン：DAD CREATION
- 製作：信越放送株式会社
- 制作プロダクション：源田企画株式会社